# Kännu Kukk
Pour les articles homonymes, voir Kukk.
Kännu Kukk est une liqueur estonienne titrant à 45 % d'alcool en volume. De couleur rouge, elle possède l'arôme du cumin. Elle est produite par Liviko (en).